# Самбук Ростислав Феодосійович
Ростисла́в Феодо́сійович Самбу́к (28 вересня 1923 — 9 червня 1996) — український письменник.

## Біографія
Народився в селищі Копаткевичах Гомельської області в родині вчителів. Потім переїхав до Києва. Тут 1941 року скінчив середню школу і вступив до Київського військового училища зв'язку. Учасник Другої Світової війни. Під час оборони Києва обморозив руки та ноги, що призвело до ампутації пальців на ногах повністю та на руках частково. Відповідно, був інвалідом II групи. 
У 1947 році закінчив філологічний факультет Тартуського університету. 
Працював у редакціях обласних та республіканських газет, редактором видавництва «Радянський письменник». Нагороджений медалями. Був членом КПРС. З 1944 року виступав у газетах та журналах з нарисами, оглядами, оповіданнями, статтями. Після навчання проживав в Ужгороді, у Львові, згодом — у Києві.

## Творчість
Відомий як автор кримінальних детективів («Портрет Ель Греко») та творів на розвідницьку тематику («Буря на озері», «Фальшивий талісман» тощо).
Писав детективи про радянську міліцію і пригодницькі твори про радянських розвідників у час Другої світової війни. У книгах «Ненависть», «Останній заколот» негативно зображував борців за Незалежність України в 1918 — 1920-х роках. У книгах «Жорстокий ліс», «Буря на озері», «Гіркий дим», «Валіза пана Воробкевича» зображував учасників ОУН і УПА бандитами, продажними агентами іноземних розвідок.
Крім того, відомий, як сценарист.
У 1984 році за його романом «Гіркий дим» режисер Валерій Підпалий зняв художній фільм «Канкан в Англійському парку».

## Твори
Цикл «Ювелір з вулиці Капуцинів»
1. Ювелір з вулиці Капуцинів (1966)
2. Крах чорних гномів (1968)
3. Валіза пана Воробкевича (1970)

Цикл «СМЕРШ»
1. Фальшивий талісман / Бронзовий чорт (1981), повість
2. Марафон завдовжки в тиждень (1985)
3. Сейф (1985)

Цикл «Скарби Третього рейху»/«Сліди СС»
1. Дияволи з «Веселого пекла» / Лялечки мадам Блюто (1971)
2. Есесівські мільйони / Сліди СС (1977)
3. Зашифрований рахунок

Цикл «Полковник Козюренко»
1. Портрет Ель Греко (1972)
2. Колекція професора Стаха (1974)
3. Автограф для слідчого (1977)

Цикл «Капітан Хаблак»
1. 1000 в сигаретній пачці (1979)
2. Спекотний липень (1979)
3. Скіфська чаша (1981)
4. Два денних рейси (1981)
5. Вибух (1985)
6. Вельветові джинси (1985)

Цикл «ОУН-УПА»
1. Жорстокий ліс (1976), повість; третя части повісті мае окрему назву (Під завісу (1979))
2. Буря на озері (1978), (1 та 2 твори не повязані)

#### Поза циклами
Романи
- Гіркий дим (1980)

Повісті
- Двобій (у співавторстві з З. Мурзіним, 1964)
- Щаслива родина (у співавторстві з Є. Гуцало, 1976)
- Щаслива зірка полковника Кладо (1978)
- Міст (1980)
- Ненависть (1987)
- Шукайте жінку (1989)
- Останній заколот (1989)
- Тайна вечеря (1992)
- Мафія-93 (1995)
- Нувориш (1995)
- Махно (1997)